# قطب الدين محمد
قطب الدين محمد بن أنوشتكين غرجه ( - 1128) ثاني سلاطين سلالة أنوشتكين. حكم من (1097-1128). وعُرف باسم خوارزم شاه، أي أمير خوارزم، والتصق به اللقب وعُرف به.
كان مؤسس السلالة أنوشتكين غرجه (1077-1097) من مماليك السلاطين الغزنويين. علا شأنه أثناء خدمته مع السلاجقة ، ثم عينه هؤلاء والياً علي خوارزم لعشرين عاماً حتى توفي فخلفه ابنه، قطب الدين محمد (1097-1128) وكان على مقدرة وكفاية مثل أبيه، فظل يحكم باسم الدولة السلجوقية ثلاثين عامًا، نجح في أثنائها في تثبيت سلطانه، ومد نفوذه، وتأسيس دولته. وخلفه ابنه علاء الدين أتسز.